# Djäkneböle
Djäkneböle is een plaats in de gemeente Umeå in het landschap Västerbotten en de provincie Västerbottens län in Zweden. De plaats heeft 161 inwoners (2005) en een oppervlakte van 31 hectare. De plaats ligt ongeveer tien kilometer ten zuidwesten van de stad Umeå.